# Hyphessobrycon haraldschultzi
Hyphessobrycon haraldschultzi és una espècie de peix de la família dels caràcids i de l'ordre dels caraciformes.

## Morfologia
- Els mascles poden assolir 2,1 cm de llargària total.[2]

## Hàbitat
Viu a àrees de clima tropical entre 22 °C - 26 °C de temperatura.

## Distribució geogràfica
Es troba a Sud-amèrica: conca del riu Araguaia.